# Libeňská spojka

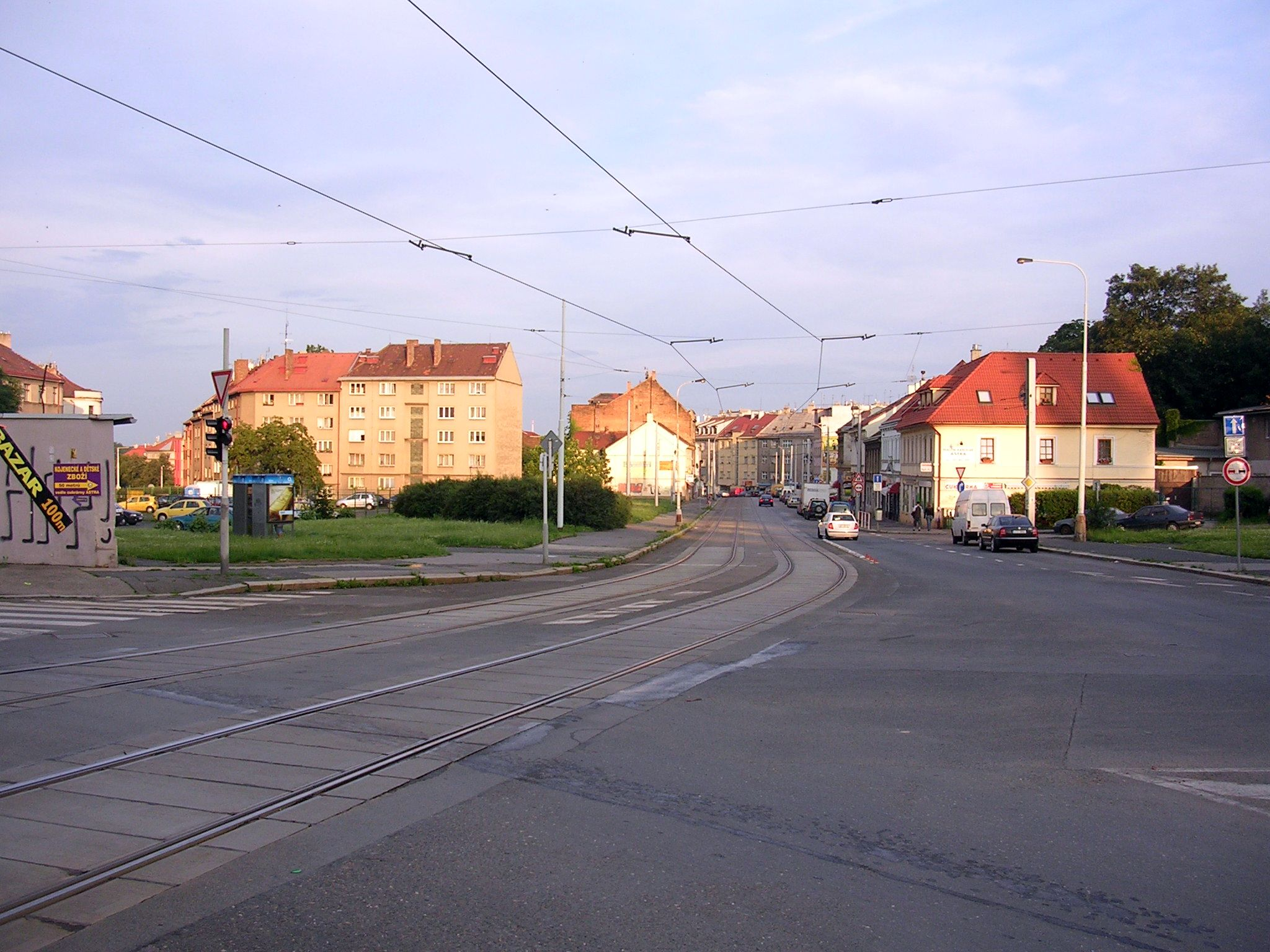
Náměstí Na Stráži, místo plánovaného vyústění Libeňské spojky.

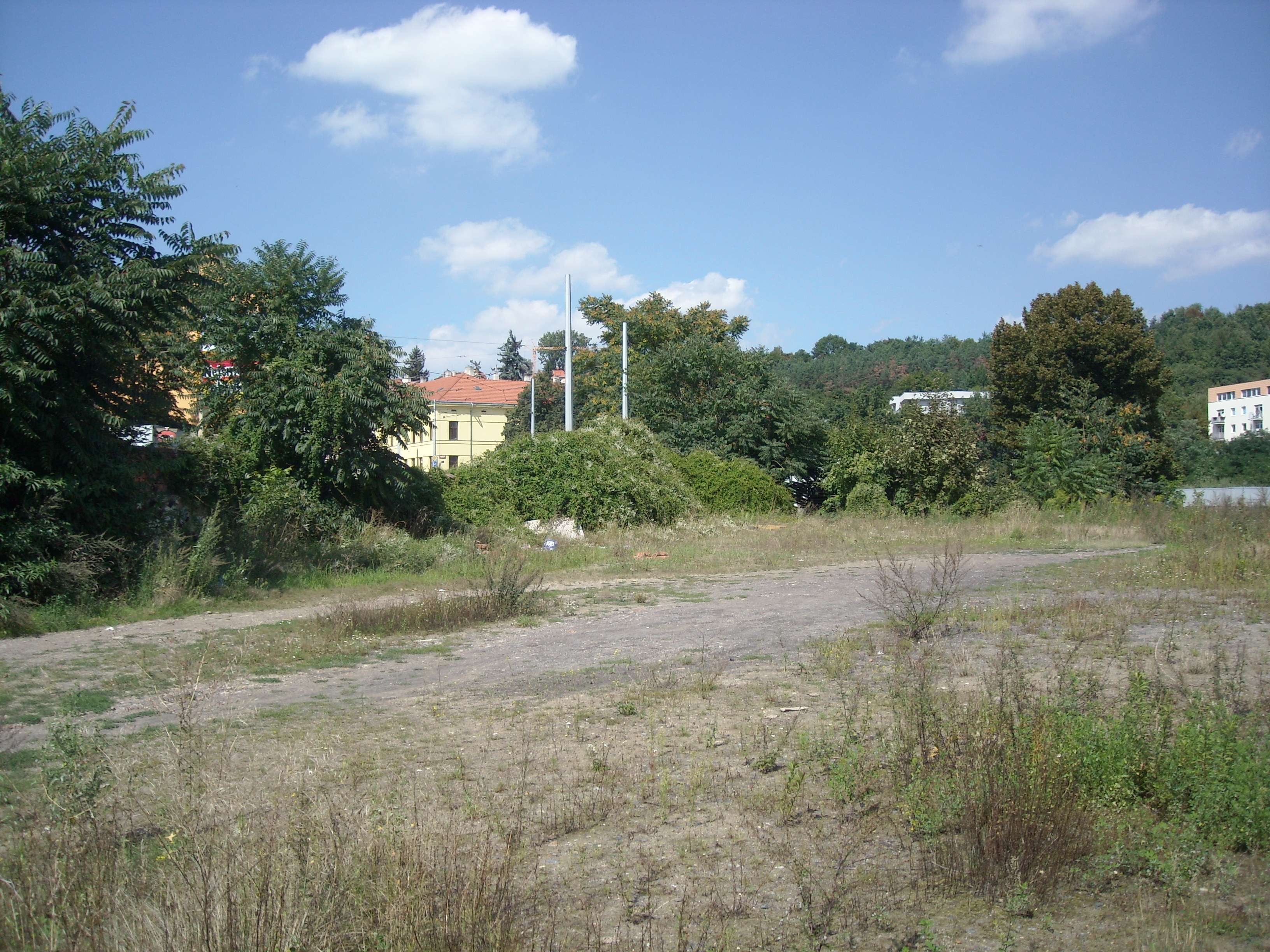
Plocha mezi ulicemi Zenklova a Františka Kadlece, kde by měl vyrůst jižní portál tunelů Libeňské spojky. Sloup uprostřed patří k tramvajové trati vedené Zenklovou ulicí.

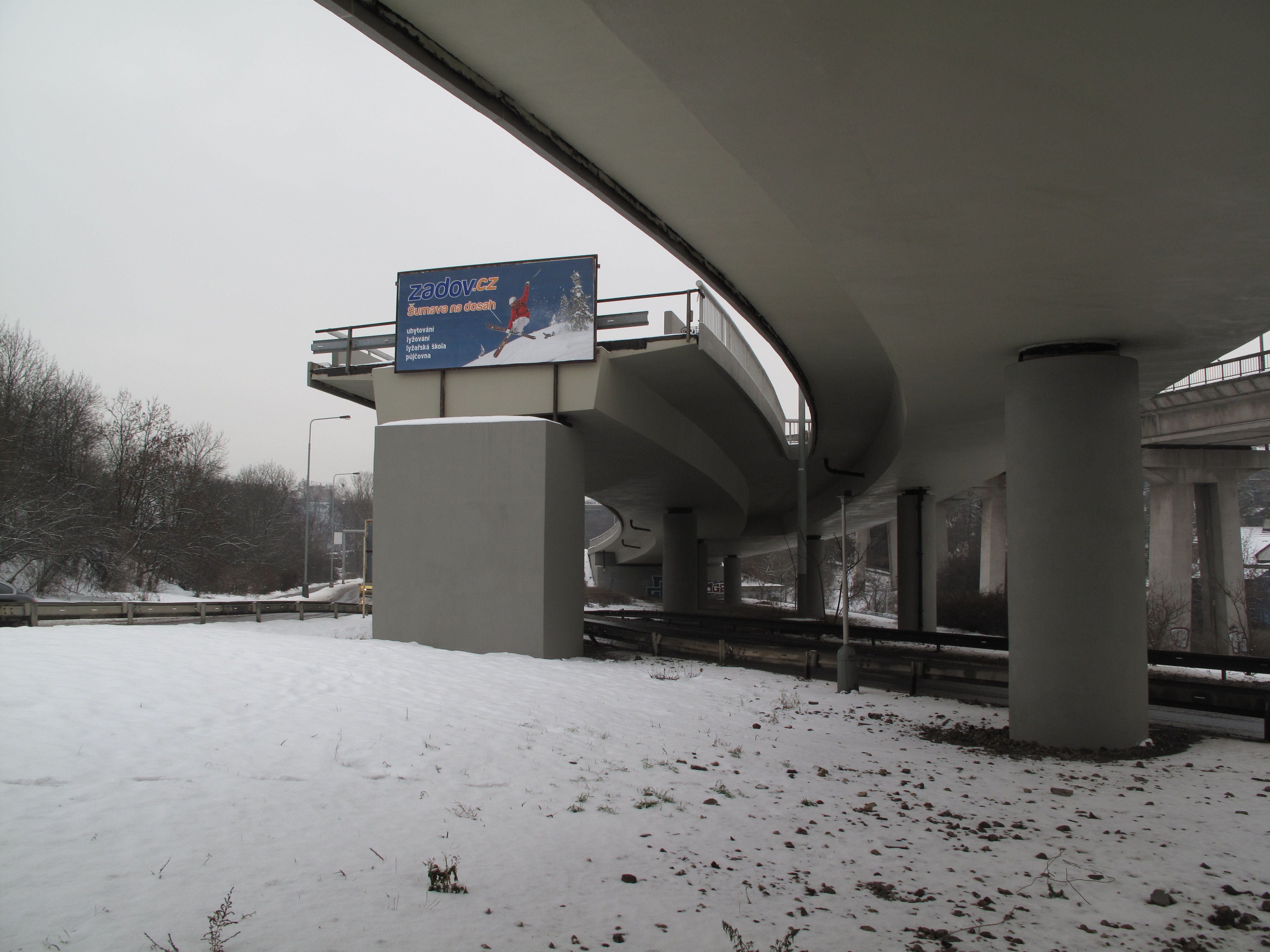
Rampa estakády Čuprovy ulice v rozpletu s Povltavskou ulicí, určená pro napojení Libeňské spojky

Libeňská spojka je označení pro plánovaný komplex silničních tunelů v Praze-Libni, který má propojit křižovatku U kříže (křižovatka Prosecká - Čuprova a budoucí Městský okruh) s křižovatkou u Bulovky (Prosecká radiála, dříve rychlostní silnice R8 - nyní dálnice D8). Má tak tvořit zkracující napojovací oblouk z městského okruhu směrem od Balabenky na dálnici D8, aby nebylo nutno jezdit oklikou přes Pelc-Tyrolku. 
Spojka by měla odlehčit nyní přetíženým ulicím Zenklova, Primátorská a Vosmíkových. Její vybudování by také mělo ukončit dlouhodobou stavební uzávěru, která po mnoho desetiletí brání rozvoji oblasti. 

## Popis
Již v původní koncepci komunikační sítě ze 60. let 20. století se počítalo s povrchovým vedením s rozsáhlými asanacemi stávající zástavby. Podle plánů společnosti SATRA s. r. o. z roku 2006 je vedení spojky plánováno v celkové délce 1350 m, z toho tunelové části o délce 835 m.
Estakáda od Balabenky má rozpletem opustit trasu Městského okruhu a směry se mají výškově oddělit: klesající směr má nynější Proseckou ulici překonat mostem a stoupající směr podjezdem (tunelem), v úrovni dnešní Prosecké ulice má být kruhový objezd, jímž má být Prosecká ulice propojena se sjezdovými a nájezdovými rampami Libeňské spojky. V rámci úprav mají být zrušeny dnešní ulice Hejtmánkova a Srbova a zbourán dům Hejtmánkova 863/4, který je již dnes zrekonstruován. Ve vizualizaci jsou nahrazeny novou zástavbou také nynější domy Srbova 493/8 a 370/10 na jižní straně Srbovy ulice a 386/9 a 383/11 na severní straně Srbovy ulice. Blok domů mezi ulicemi Prosecká a Pod Labuťkou by měl zůstat nedotčen, pouze na západní straně by měl být uzavřen novým domem. Severně od domu č. p. 360 (restaurace u Karla IV.), stojícího na nároží Prosecké a Zenklovy ulice, který má být zachován, je navržen nový dům kolmo k Zenklově ulici, který má stát přímo nad portálem tunelu. Na dnes nevyužitém území mezi ulicemi Zenklova a Františka Kadlece je plánována nová výstavba. 
Do tunelu má Libeňská spojka vstupovat stále v patrovém uspořádání a až k místu dnešního rozvětvení ulic Zenklova a Vosmíkových mají obě patra tunelu vést ve stopě Zenklovy ulice, která tak bude v podstatě tříúrovňová. 
Dále mají tunely pokračovat v ose mezi ulicemi Zenklova a Vosmíkových, tedy pod parkem a pod vnitroblokem, kde se směry srovnají vedle sebe do jediného tunelu s oddělující střední stěnou, raženým úsekem podejdou dům Vosmíkových 1683/15 a v oblasti náměstí Na stráži a křižovatky Vychovatelna, kde zhruba pod mostem Liberecké ulice vyústí rozpletem do pokračování Zenklovy ulice. Ještě před náměstím se oddělí odbočný tunel, který se připojí k nájezdu do Liberecké ulice (Prosecká radiála) směrem na dálnici D8.
Úsek pod Zenklovou ulicí má být ražen modifikovanou tzv. milánskou metodou, kdy nejprve budou zapuštěny boční stěny, vyhloubena mělká stavební jáma a vybudován strop tunelů, poté mají být na povrchu provedeny definitivní úpravy a obnoven provoz, a teprve následně má být ražen prostor mezi zapuštěnými stěnami pod vybudovaným stropem.